# Sun Ultra

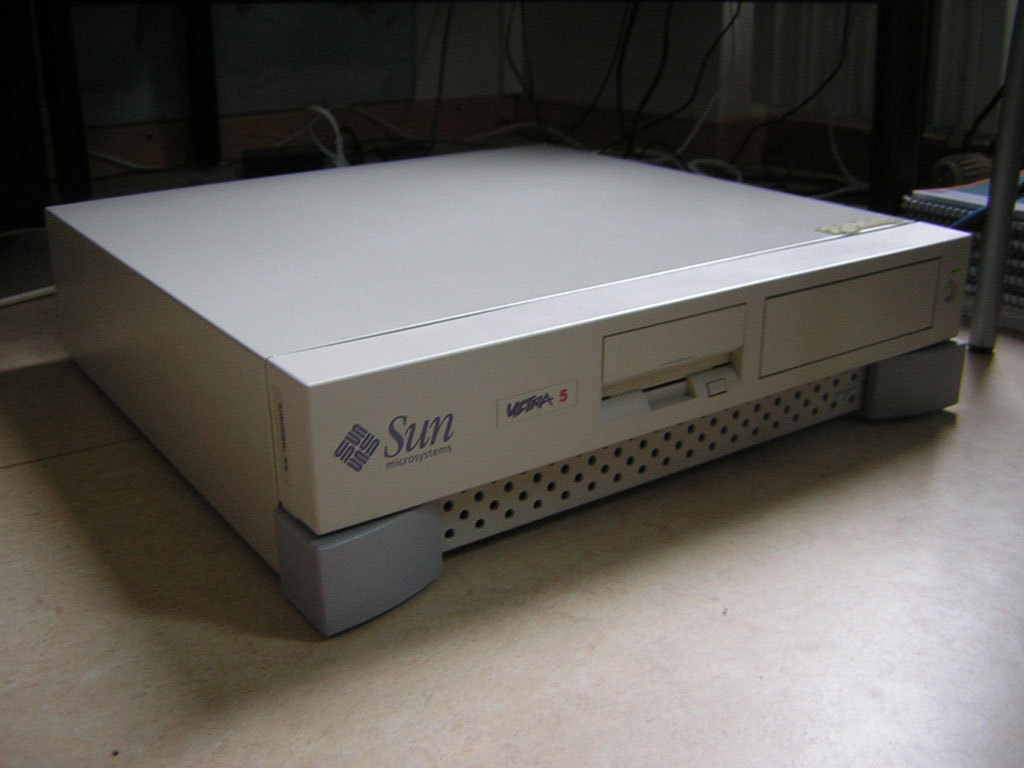
Sun Ultra 5 var den första datorn i Suns Ultra-serie som använde ATA istället för SCSI.

Sun Ultra är en serie av UltraSPARC- och på senare år även x86-baserade arbetsstationer som tillverkades och såldes av Sun Microsystems. Den första modellen var Ultra 1 som introducerades 1996. De första modellerna använde tekniker som SBus och SCSI men från och med Ultra 5 använder datorerna istället PCI och ATA som används i vanliga PC-datorer. Inom universitetsvärlden användes Sun Ultra tämligen ofta.